# Boeing 767
Boeing 767 – szerokokadłubowy samolot pasażerski dalekiego zasięgu zaprojektowany i produkowany przez amerykańską korporację Boeing, występujący w 7 wersjach: 767-200, 767-200ER, 767-2C, 767-300, 767-300ER, 767-300ERF i 767-400ER.

## Historia

### Geneza
Efektem kryzysu paliwowego w latach 70. XX wieku był m.in. spadek przewozów towarowych i pasażerskich wśród linii lotniczych. Próbą wyjścia z kryzysu i zahamowania dalszych niekorzystnych tendencji było znalezienie maszyny zdecydowanie tańszej w eksploatacji niż używane w owym okresie na dalekich trasach trzysilnikowe McDonnell Douglas DC-10 i Lockheed L-1011 lub czterosilnikowy Boeing 747. Pierwszym samolotem będącym odpowiedzią producentów na potrzeby linii lotniczych był europejski Airbus A300, pierwszy dwusilnikowy samolot szerokokadłubowy. Również Boeing postanowił sprostać wyzwaniu i rozpoczął prace nad maszynami, których podstawową zaletą w porównaniu z innymi samolotami obsługującymi loty długodystansowe miał być niski koszt eksploatacji. Pod koniec lat 70. wytwórnia ogłosiła rozpoczęcie prac nad trzema nowymi modelami oznaczonymi jako Boeing 757, 767 i 777. Prace nad pierwszymi dwoma samolotami miały rozpocząć się od razu, a nad samolotem 777 dopiero na początku lat 90. XX wieku. Wersja 757 miała być maszyną wąskokadłubową przeznaczoną na trasy lokalne, 767 miał być szerokokadłubowym samolotem, przeznaczonym do obsługi średnich i dalekodystansowych połączeń.

### Projekt

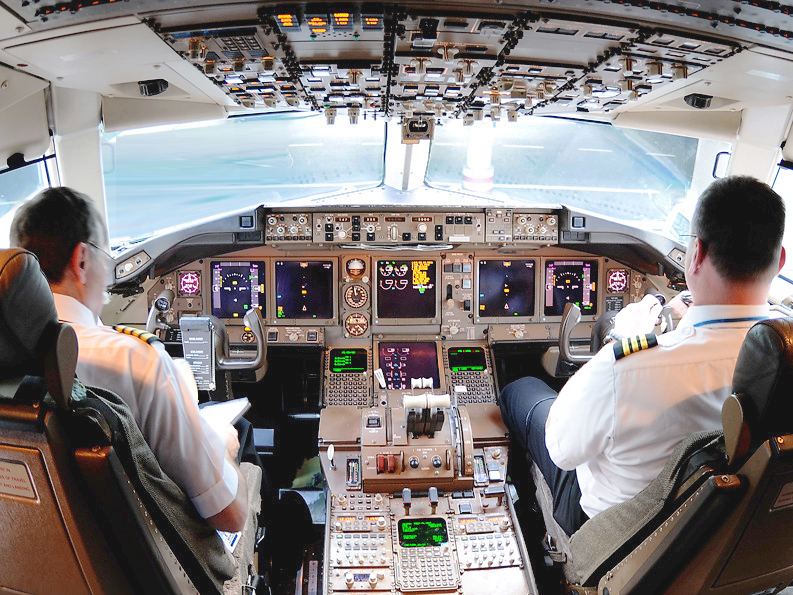
Kabina Boeing 767-400ER

Prace nad obydwoma samolotami ruszyły w 1978 roku. W celu obniżenia kosztów prac projektowych, w konstrukcji obydwu maszyn wykorzystano te same systemy i układy. Korzystano również w znacznie większym zakresie z cyfrowych programów wspomagających prace konstrukcyjne. Prace nad najmniejszym szerokokadłubowym odrzutowcem B767 rozpoczęły się w 1978 roku równolegle z pracami nad wąskokadłubowym Boeing 757. Początkowo planowano, że 767 wyposażony będzie w trzy silniki podobnie jak to miało miejsce w samolotach DC-10 i L-1011 jednak dzięki użyciu nowych silników turbowentylatorowych samolot mógł mieć jedynie dwie jednostki napędowe. Duży stopień skomputeryzowania kabiny załogi umożliwił rezygnacje z trzeciego członka załogi, mechanika pokładowego. Jego funkcje przejęły komputery pokładowe. Boeing nie zdecydował się jednak na zastosowanie systemu fly-by-wire, który w 1983 roku znalazł się na prototypowym A300B4-600. Pierwotnie zamierzano wybudować dwie wersje samolotu 767, model 767-100, przeznaczony dla 180 pasażerów oraz 767-200 z dłuższym kadłubem dla 250 pasażerów. Ostatecznie pozostawiono jedynie wersję 767-200, którą zmodyfikowano do kilku modeli. Budowę pierwszego prototypu (N767BA) ukończono 4 sierpnia 1981 roku, a do swojego dziewiczego lotu samolot wzniósł się 26 września tego samego roku. Ta i kolejne trzy maszyny wzięły udział w rozbudowanych badaniach i próbach jakim poddano samolot. Przeprowadzone testy odpowiadały czterdziestu latom eksploatacji maszyny. W jednej z prób, podczas której skrzydła poddano obciążeniu 550 ton, końcówki płatów wychyliły się o 4,5 metra ponad górną krawędź kadłuba. 30 lipca 1982 roku samolot z silnikami Pratt & Whitney JT9D-7R4D otrzymał amerykański certyfikat typu, a 30 września tego samego roku certyfikat typu przyznano maszynie z silnikami General Electric CF6-80A.

## Eksploatacja
Pierwsze zamówienia na 767 pojawiły się już w 1978 roku. 14 lipca 1978 roku United Airlines złożyły zamówienie na 30 samolotów. W tym samym roku kolejne 13 egzemplarzy zamówiły American Airlines i 15 sztuk Delta Airlines. Pierwszy gotowy samolot z silnikiem Pratt & Whitney trafił do United Airlines 19 sierpnia 1982 roku, a 25 października tego samego roku do Delty trafiła pierwsza maszyna z silnikiem General Electric. We wrześniu tego samego roku samoloty rozpoczęły wykonywanie regularnych połączeń. 6 marca 1984 odbył się pierwszy lot Boeinga B767-200 w długodystansowej wersji 200ER (Extended Range). Pierwszym przewoźnikiem, który złożył zamówienie na wersję ER, były etiopskie Ethiopian Airlines a pierwszą linią, która odebrała maszynę, były izraelskie El Al. Dzięki zamontowaniu w centropłacie dodatkowego zbiornika paliwa pojemność zbiorników wersji 200ER wzrosła o około 40%, a zasięg zwiększył się z 7300 km do 12 200 km. Ogółem wybudowano 229 samolotów w obydwu wersjach 200 i 200ER. Przykładem możliwości samolotu 767-200ER był lot, jaki wykonała maszyna Air Mauritius 17 kwietnia 1988 roku wykonując przelot na dystansie 14 044 km w czasie 16 godzin i 27 minut.
Najpopularniejszą wersją modelu B767 jest wersja 300 różniąca się od poprzedniej większą długością, a co za tym idzie pojemnością. Pracę nad samolotem wersji 300 rozpoczęto w 1983 roku. Kadłub wersji 200 wydłużono wstawiając dwie sekcje: o długości 3,1 m przed skrzydłami i 3,35 m za nimi. Wzmocniono podwozie i konstrukcję podwozia. Pierwszą linią, która zamówiła tę wersję samolotu, był japoński przewoźnik Japan Airlines. 14 stycznia 1986 roku ukończono budowę prototypu, a pierwszy lot odbył się 30 stycznia 1986, zaś do służby Boeing B767-300 wszedł we wrześniu tego samego roku. W październiku 1986 roku pierwszy użytkownik, Japan Airlines, rozpoczął regularne rejsy z wykorzystaniem wersji 300. Podobnie jak w przypadku wersji 200 opracowano również odmianę długodystansową 300ER. Budowę prototypu o przedłużonym zasięgu ukończono 3 listopada 1986 roku, a 9 grudnia tego samego roku maszyna wzniosła się po raz pierwszy w powietrze. Pierwszym użytkownikiem zostały linie American Airlines. Wybudowano 496 egzemplarzy w wersji 300/300ER.
W styczniu 1993 roku United Parcel Service złożył zamówienie na wersję towarową maszyny 767-300ER. Dwa lata później, 8 maja 1995 roku ukończono budowę prototypu, a 20 czerwca tego samego roku wzbił się on do dziewiczego lotu. Kadłub samolotu pozbawiono okien pasażerskich, wzmocniono podłogę, na której zainstalowano rolki do przemieszczania kontenerów i palet. W kadłubie zainstalowano duże drzwi towarowe odchylane do góry. Na górnym i dolnym pokładzie o łącznej objętości 454 m³ można przewozić maksymalnie 54 t ładunku. 16 października 1996 roku pierwsza maszyna w wersji towarowej trafiła do UPS.
Ostatnim rozwinięciem modelu B767 jest wersja 400ER, nad którą prace rozpoczęto w 1996 roku. Maszyna ta jest właściwie przedłużeniem wersji 300ER wykorzystującym elementy nowoczesnego modelu Boeing 777, z którego przeniesiono podwozie, układ hamulcowy i nowoczesny panel sterowania wyposażony w wyświetlacze LCD. Kadłub 300ER wydłużono wstawiając dwa dodatkowe segmenty: jeden o długości 3,36 m przed skrzydłami i drugi o długości 3,07 m za nimi. Zmodyfikowano skrzydła, zwiększając ich rozpiętość, a na końcach montując ukośne końcówki o rozpiętości 2,4 m i dużym skosie (nie są to winglety, których montaż był rozważany przez inżynierów Boeinga, ale ostatecznie do tego nie doszło). Budowę prototypu ukończono 26 sierpnia 1999 roku. Do pierwszego lotu ta maszyna wzbiła się 9 października tego samego roku. Certyfikat typu samolot otrzymał 20 lipca 2000 roku, a miesiąc później znalazł się we flocie pierwszego zamawiającego, linii Delta i Continental.
Na bazie maszyny 400ER Boeing planował budowę wersji 400ERX i 400ERX Shink. Pierwsza z nich miała mieć zwiększoną masę startową do 210,9 tony, być zdolna do pokonania dystansu rzędu 11 400 km i zabierać na pokład 245 pasażerów. Wersja Shink miała mieć krótszy kadłub, a tym samym mniejszą pojemność. Zamachy z 11 września 2001 roku i załamanie się rynku przewozów lotniczych spowodowały anulowanie programu budowy obydwu wersji.
Ostatni pasażerski 767-300ER #P4-KEC dostarczono do Air Astana 26 czerwca 2014. Kontynuowana jest produkcja wersji towarowej 767-300ERF dla FedEx Express, który od 2011 roku zamówił 108 egzemplarzy, a pierwszy odebrano w 2013 roku. W 2011 roku Boeing otrzymał także kontrakt na wojskowy samolot transportowo-tankujący Boeing KC-46 Pegasus (oznaczenie producenta 767-2C), których Boeing ma dostarczyć od 2017 roku przynajmniej 179 sztuk dla USA i trzy dla Japonii. Dostawy dla FedEx zakończą się w 2023 roku, a produkcja dla wojska potrwa jeszcze dłużej.

### Boeing 767 w Polsce

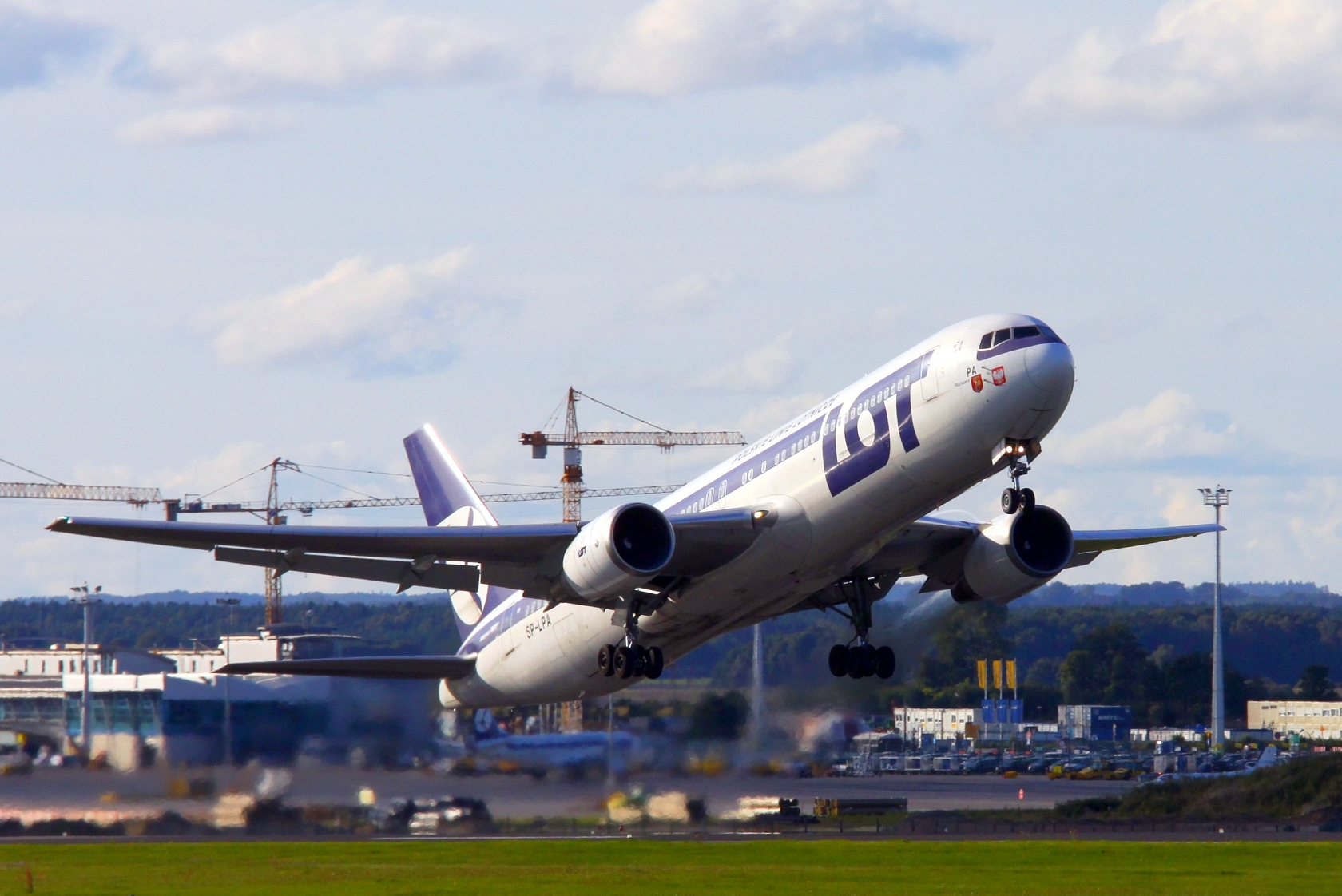
Boeing 767-300ER należący do PLL LOT startujący z Portu Lotniczego Gdańsk im. Lecha Wałęsy (2010)

Od 1991 model B767-300ER był wykorzystywany przez LOT na długodystansowych trasach z Warszawy do Nowego Jorku, Chicago, Toronto, Pekinu i Hanoi.
LOT posiadał także 2 maszyny Boeing 767 w wersji 200ER, które w 2008 roku zostały sprzedane linii lotniczej Mexicana.
W PLL LOT B767-300ER zostały zastąpione nowymi B787-8 Dreamliner, docelowo we flocie przewoźnika ma się znaleźć 12 takich maszyn.
1 listopada 2011 roku Boeing 767 lecący z Newark do Warszawy (lot LO16, rejestracja maszyny SP-LPC) awaryjnie lądował na lotnisku Okęcie na skutek problemów z podwoziem maszyny.

## Specyfikacja
|                             | 767-200                                                          | 767-200ER                                                        | 767-300                                                          | 767-300ER                                                        | 767-300F                                                         | 767-400ER                                                        |
| --------------------------- | ---------------------------------------------------------------- | ---------------------------------------------------------------- | ---------------------------------------------------------------- | ---------------------------------------------------------------- | ---------------------------------------------------------------- | ---------------------------------------------------------------- |
| Pasażerowie                 | 181 (układ 3-klasowy) 224 (2 klasy) 255 ew. 290 (1 klasa)        | 181 (układ 3-klasowy) 224 (2 klasy) 255 ew. 290 (1 klasa)        | 218 (3 klasy) 269 (2 klasy) 351 (1 klasa)                        | 218 (3 klasy) 269 (2 klasy) 351 (1 klasa)                        | –                                                                | 245 (3 klasy) 304 (2 klasy) 375 (1 klasa)                        |
| Cargo                       | 81,4 m³ 22 LD2                                                   | 81,4 m³ 22 LD2                                                   | 106,8 m³ 30 LD2                                                  | 106,8 m³ 30 LD2                                                  | 454 m³ 30 LD2 + 24 palety                                        | 129,6 m³ 38 LD2                                                  |
| Długość                     | 48,5 m                                                           | 48,5 m                                                           | 54,9 m                                                           | 54,9 m                                                           | 54,9 m                                                           | 61,4 m                                                           |
| Rozpiętość                  | 47,6 m                                                           | 47,6 m                                                           | 47,6 m                                                           | 47,6 m                                                           | 47,6 m                                                           | 51,9 m                                                           |
| Wysokość kadłuba            | 5,41 m                                                           | 5,41 m                                                           | 5,41 m                                                           | 5,41 m                                                           | 5,41 m                                                           | 5,41 m                                                           |
| Szerokość kadłuba           | 5,03 m                                                           | 5,03 m                                                           | 5,03 m                                                           | 5,03 m                                                           | 5,03 m                                                           | 5,03 m                                                           |
| Masa własna                 | 80 130 kg                                                        | 82 380 kg                                                        | 86 070 kg                                                        | 90 010 kg                                                        | 86 180 kg                                                        | 103 870 kg                                                       |
| MTOW                        | 142 880 kg                                                       | 179 170 kg                                                       | 158 760 kg                                                       | 186 880 kg                                                       | 186 880 kg                                                       | 204 120 kg                                                       |
| Zasięg                      | 3950 Mm (7 300 km) transatlantyk                                 | 6590 Mm (12 200 km) transpacyfik                                 | 3950 Mm (7 300 km) transatlantyk                                 | 5975 Mm (11 065 km) transpacyfik                                 | 3255 Mm (6 025 km) transkontynentalny                            | 5625 Mm (10 415 km) transpacyfik                                 |
| Prędkość przelotowa         | 0,80 Ma (470 kn, 530 mph, 851 km/h na wysokości 10 700 m n.p.m.) | 0,80 Ma (470 kn, 530 mph, 851 km/h na wysokości 10 700 m n.p.m.) | 0,80 Ma (470 kn, 530 mph, 851 km/h na wysokości 10 700 m n.p.m.) | 0,80 Ma (470 kn, 530 mph, 851 km/h na wysokości 10 700 m n.p.m.) | 0,80 Ma (470 kn, 530 mph, 851 km/h na wysokości 10 700 m n.p.m.) | 0,80 Ma (470 kn, 530 mph, 851 km/h na wysokości 10 700 m n.p.m.) |
| Prędkość maksymalna         | 0,86 Ma (493 kn, 568 mph, 913 km/h na wysokości 10 700 m n.p.m.) | 0,86 Ma (493 kn, 568 mph, 913 km/h na wysokości 10 700 m n.p.m.) | 0,86 Ma (493 kn, 568 mph, 913 km/h na wysokości 10 700 m n.p.m.) | 0,86 Ma (493 kn, 568 mph, 913 km/h na wysokości 10 700 m n.p.m.) | 0,86 Ma (493 kn, 568 mph, 913 km/h na wysokości 10 700 m n.p.m.) | 0,86 Ma (493 kn, 568 mph, 913 km/h na wysokości 10 700 m n.p.m.) |
| Minimalny rozbieg przy MTOW | 1710 m                                                           | 1710 m                                                           | 2410 m                                                           | 2410 m                                                           | 2410 m                                                           | 2896 m                                                           |
| Silniki (x2)                | P&W JT9D-7R4 P&W PW4000-94 GE CF6-80A GE CF6-80C2                | P&W PW4000-94 GE CF6-80C2                                        | P&W JT9D-7R4 P&W PW4000-94 GE CF6-80A GE CF6-80C2                | P&W PW4000-94 GE CF6-80C2 RR RB211-524H                          | P&W PW4000-94 GE CF6-80C2 RR RB211-524H                          | P&W PW4000-94 GE CF6-80C2                                        |
| Siła ciągu (x2)             | GE: 222 kN                                                       | PW: 282 kN GE: 276 kN                                            | PW: 220 kN                                                       | PW: 282 kN GE: 276 kN RR: 265 kN                                 | PW: 282 kN GE: 276 kN RR: 265 kN                                 | PW: 282 kN GE: 282 kN                                            |

## Produkcja
| Zamówiono   | 128 | 121 | 38 | 104 | 583 | 192 | 38 | 1204 |
| Dostarczono | 128 | 121 | 0  | 104 | 583 | 124 | 38 | 1098 |

## Galeria

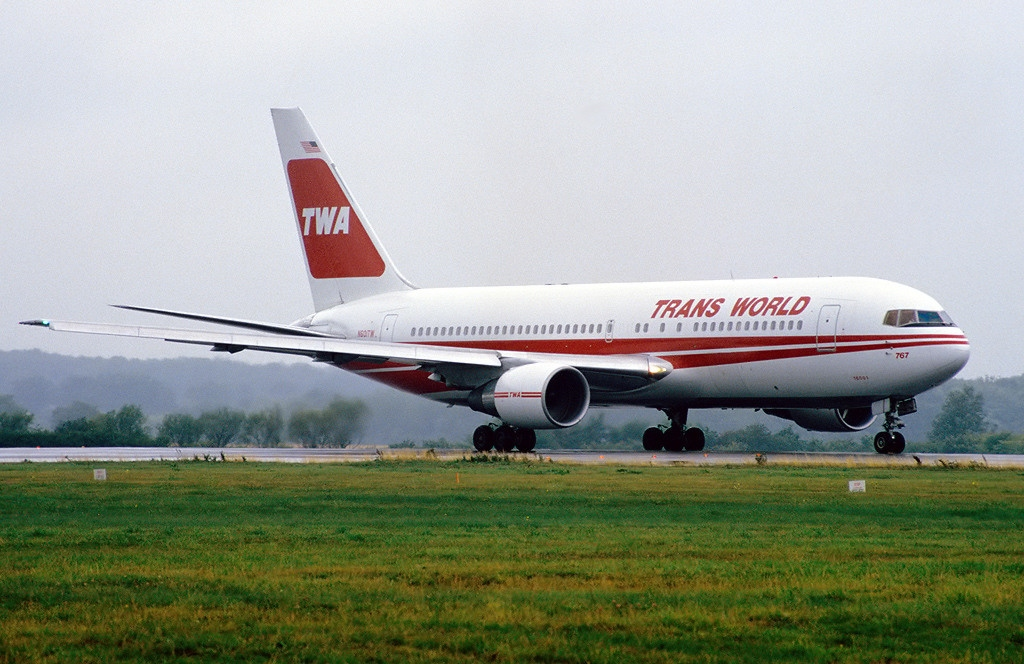
Boeing 767-200ER linii Trans World Airlines na płycie Portu lotniczego Londyn-Gatwick (1986)
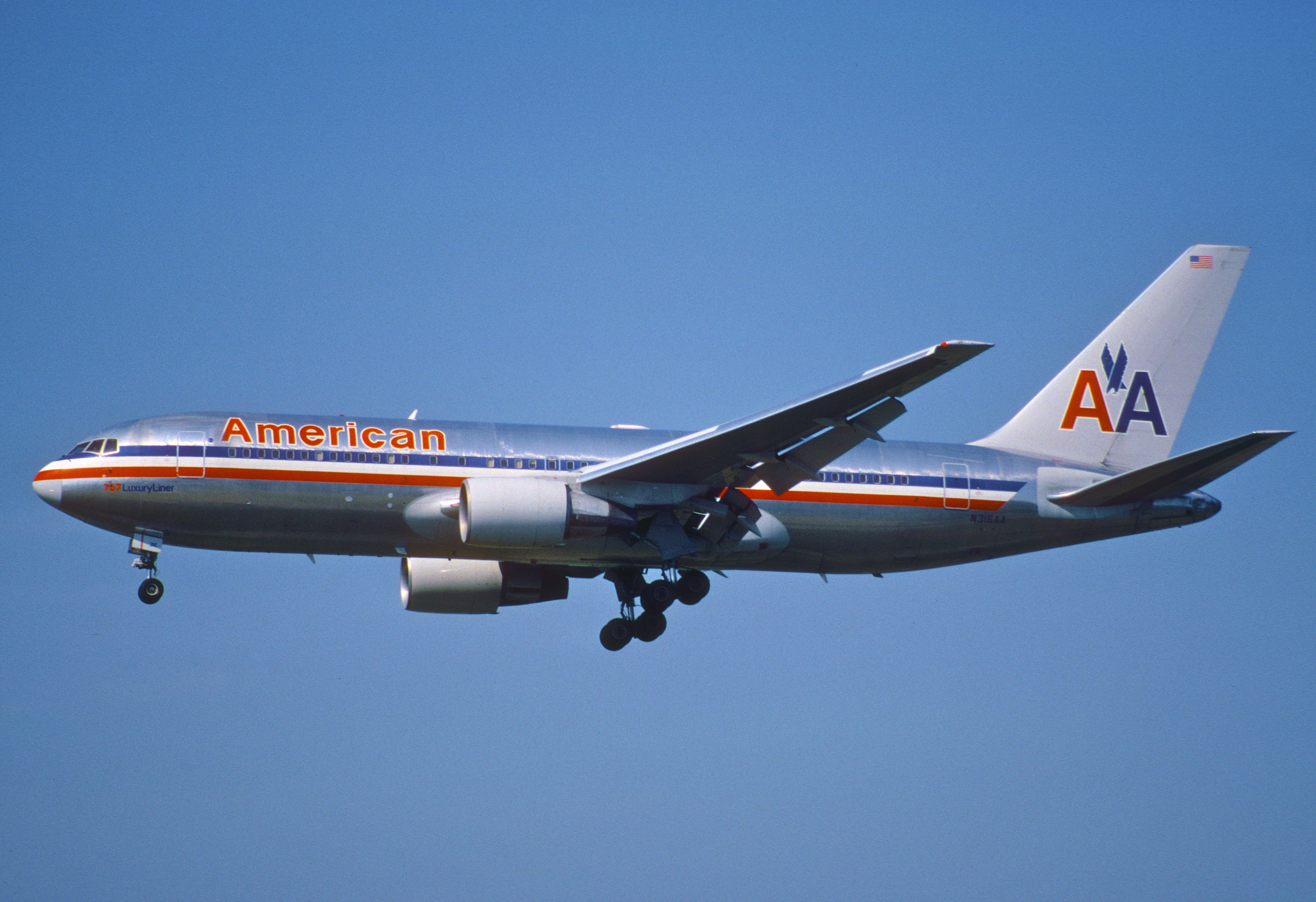
Boeing 767-200ER w starym malowaniu linii American Airlines (2001)
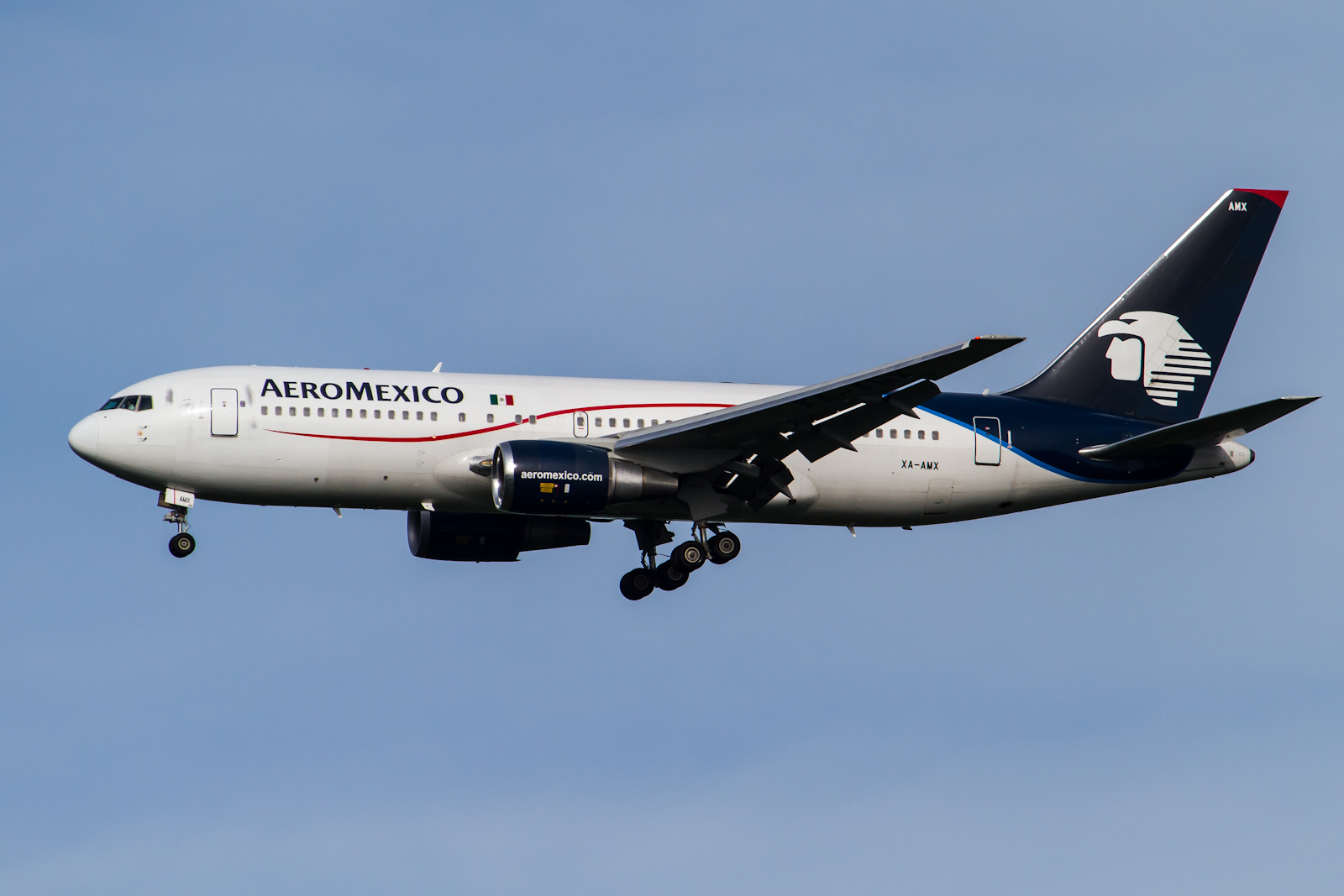
Boeing 767-200ER w barwach linii Aeroméxico (2012)
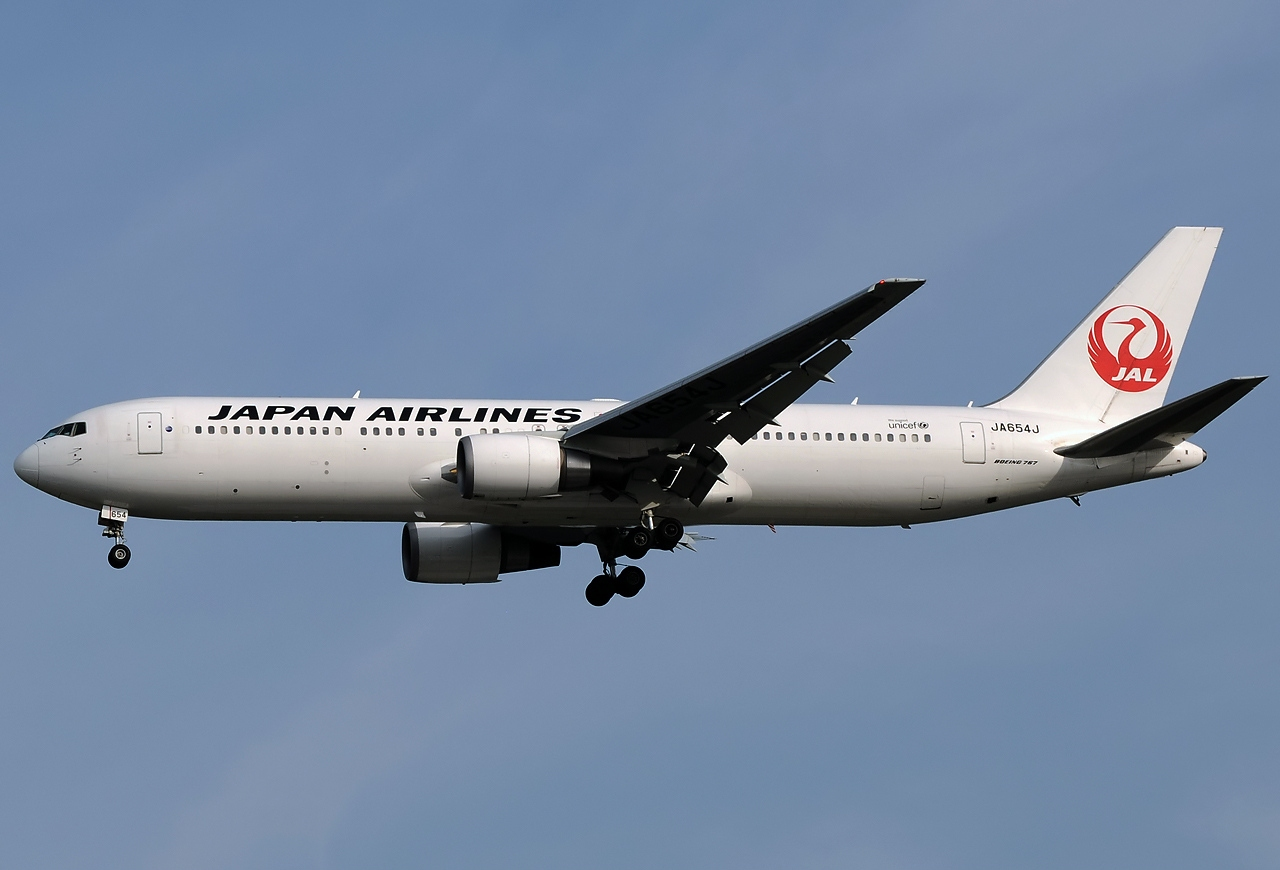
Boeing 767-300ER w barwach linii Japan Airlines (2014)
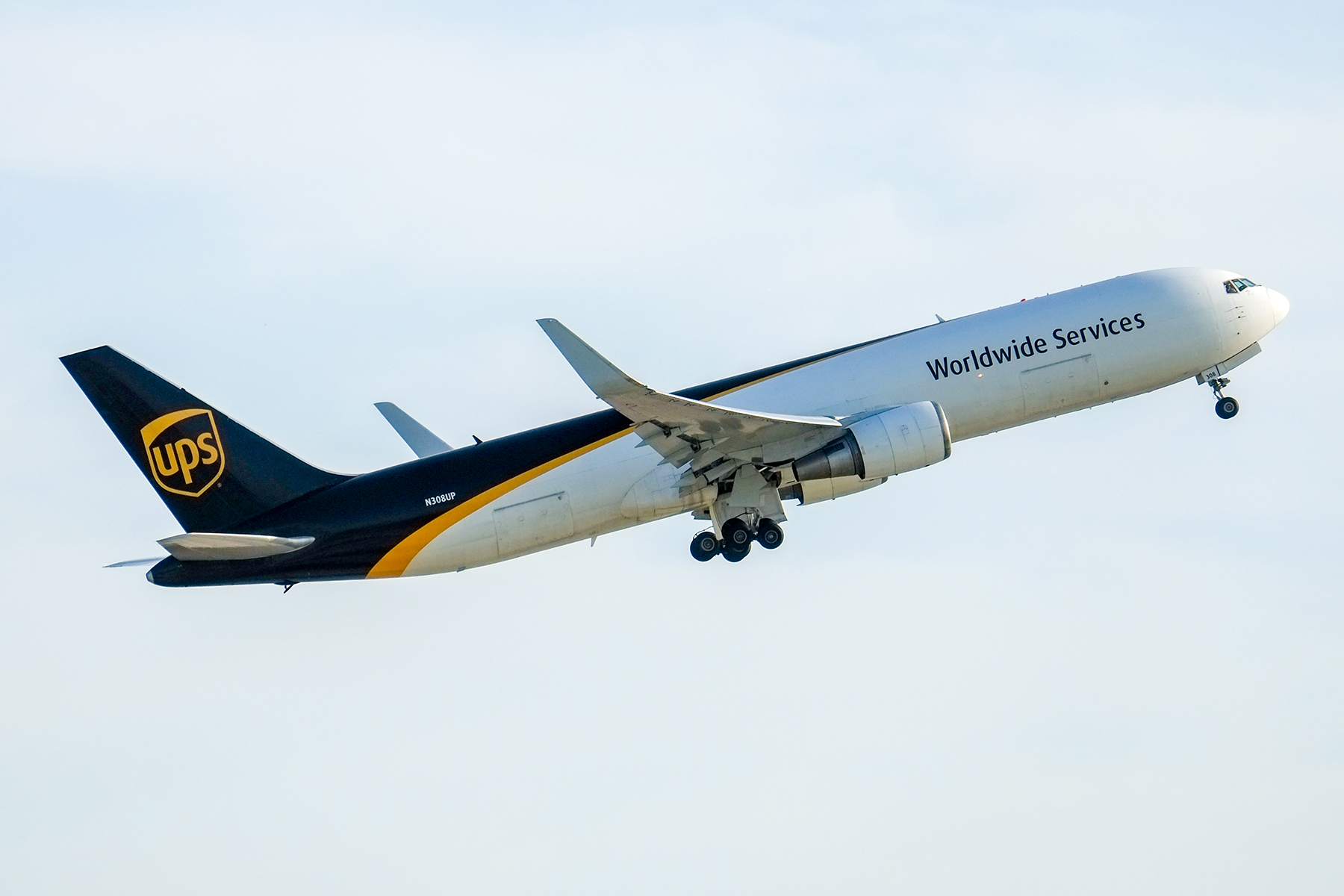
Boeing 767-300F w barwach United Parcel Service startujący z Portu lotniczego Zhengzhou-Xinzheng (2023)